# Atentado con bomba en la mezquita de Peshawar
El atentado con bomba en la mezquita en Peshawar fue un atentado acontecido el 30 de enero de 2023, cuando un suicida se adentro en una mezquita en el área de líneas policiales de Peshawar, Khyber Pakhtunkhwa, Pakistán. El atacante detonó la bomba durante las oraciones de Duhr, matando al menos a 83 personas e hiriendo a más de 170.

## Antecedentes
En 2004, los ataques islamistas se intensificaron hasta convertirse en una guerra entre los insurgentes islamistas y el gobierno pakistaní en el noroeste de Pakistán. La guerra se redujo a un conflicto de bajo nivel en 2017. Se han llevado a cabo muchos ataques de insurgentes en Peshawar, que es la capital y ciudad más grande de Khyber Pakhtunkhwa, en el noroeste de Pakistán. Estos incluyen los de las mezquitas en el 2013, 2015 y 2022.

## Ataque
El terrorista suicida, de pie en la primera fila de los que rezaban, detonó su chaleco suicida en el patio interior de la mezquita, provocando una poderosa explosión que provocó el derrumbe del techo de la mezquita. El ataque tuvo lugar alrededor de las 13:40 horas. hora local.
El agresor pudo acceder a la mezquita a pesar de las medidas de seguridad adoptadas por la policía pakistaní. El jefe de policía de Peshawar, Muhammad Ijaz Khan, dijo a los medios locales que entre 300 y 400 policías estaban presentes en el área en ese momento.
La mezquita estaba ubicada dentro de un recinto que incluye la sede de la policía provincial y un departamento antiterrorista. Veintisiete de las víctimas fallecidas eran policías.

## Perpetradores
Inicialmente se informó que un hermano de Omar Khalid Khorasani, un comandante de los talibanes paquistaníes que fue asesinado en Afganistán en agosto de 2022, dijo que el bombardeo era parte de un "ataque de venganza" por su hermano. Los talibanes pakistaníes, a través de su vocero Muhammad Khurasani, luego negó su participación en el ataque.

## Repercusiones
El gobierno y los funcionarios nacionales de salud han tomado medidas para responder a la situación, incluido el pedido de donaciones de sangre para las víctimas. La investigación sobre el ataque está en curso.

## Reacciones

### Nacionales
- Shehbaz Sharif, el primer ministro paquistaní, condenó el ataque y afirmó que el ataque es incompatible con el Islam y que todo Pakistán se opone a la "amenaza del terrorismo".[17] El ex primer ministro Imran Khan condenó el atentado y dijo:

"Es imperativo que mejoremos nuestra recopilación de inteligencia y equipemos adecuadamente a nuestras fuerzas policiales para combatir la creciente amenaza del terrorismo".

- Varias celebridades paquistaníes condenaron el bombardeo, incluidos Hamza Ali Abbasi, Naseem Shah, Kamran Akmal, Mohammad Hafeez, Ahmed Shehzad, Babar Azam, Adnan Siddiqui y Saba Qamar.[19]

- El ex primer ministro de Pakístan Imran Khan condenó el atentado y dijo: "Es imperativo que mejoremos nuestra recopilación de inteligencia y equipemos adecuadamente a nuestras fuerzas policiales para combatir la creciente amenaza del terrorismo".[20]

### Internacionales
- Estados Unidos: La Embajada de los Estados Unidos en Pakistán condenaron el ataque y se expreso diciendo

"La Misión de EE. UU. en Pakistán extiende su más sentido pésame a las familias y seres queridos de las víctimas del horrible ataque en una mezquita de Police Lines en Peshawar el 30 de enero. Estados Unidos apoya a Pakistán en la condena de todas las formas de terrorismo".

- China: Mao Ning, vocera del ministerio de Relaciones Exteriores, lamentó el fallecimiento de un centenar de personas durante el incidente, extendió condolencias a los familiares de las víctimas y deseó pronta recuperación a los lesionados.[23]
- India: El portavoz de El Ministerio de Relaciones exteriores de La India Arindam Bagchi expreso sus "condolencias a las familias de las víctimas del ataque terrorista en Peshawar ayer. Condenamos enérgicamente este ataque, que se ha cobrado la vida de tantas personas".[24]
- Arabia Saudita: El Ministerio de Relaciones Exteriores del Reino de Arabia Saudita expreso que Arabia Saudita rechaza atacar lugares de culto, aterrorizar a las personas y derramar sangre inocente.[25]
- Unión Europea:La portavoz comunitaria de Exteriores Nabila Massrali expreso "Lamentamos la pérdida de vidas y deseamos una pronta recuperación a todos los heridos. La UE apoya a Pakistán contra el terrorismo. No hay espacio para el odio y el extremismo en nuestras sociedades."[26]